# Ultima Vez

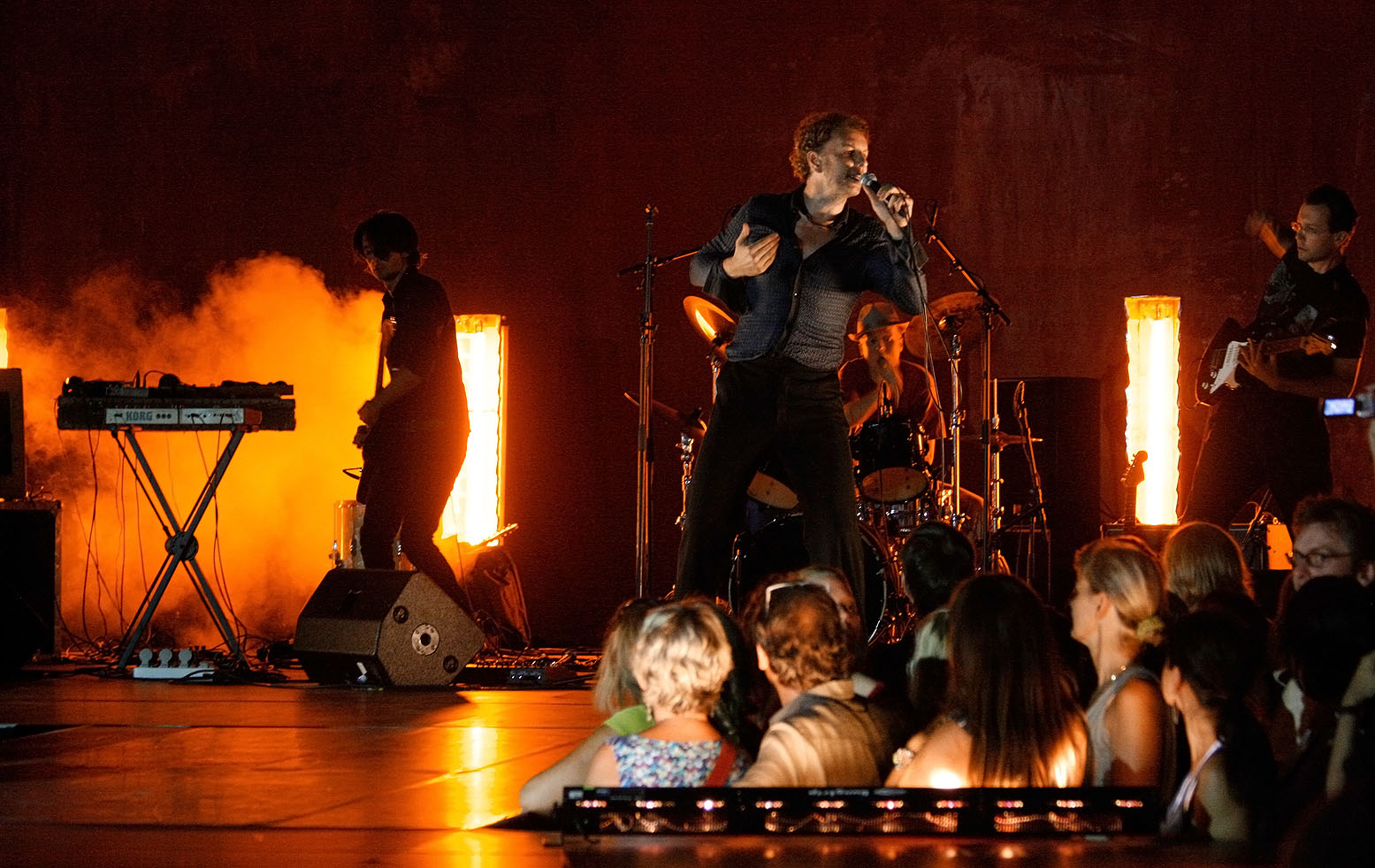
Ultima Vez

Ultima Vez är en belgisk modern dansgrupp. Den grundades 1986 av Wim Vandekeybus och har sedan dess skapat ett tjugotal verk för scen, film och videoproduktioner.